# Attilio Colonnello
Attilio Colonnello (Milano, 9 novembre 1930 – Milano, 12 agosto 2021) è stato un pittore e scenografo italiano, attivo nel settore dell'opera.

## Biografia
Colonnello studia architettura al Politecnico di Milano sotto la guida di Gio Ponti, Ernesto Rogers e Giulio Minoletti.
In giovane età, Colonnello si interessò all'arte grazie ai suoi rapporti con colleghi intellettuali come il pittore Filippo de Pisis e lo scrittore Giovanni Comisso.
Nella sua fase giovanile si dedica all'arredamento, collaborando con varie riviste di architettura, e firma numerosi articoli di critica scenografica con quotidiani nazionali.
Nel 1955 Colonnello progettò la residenza Rota a Milano, che si caratterizzò per un ambiente geometrico elegante, moderno, per i contorni aerodinamici, per il forte impatto visivo, adatto ad ospitare una collezione d'arte.
La sua carriera di scenografo si avvia nel 1956 con La traviata rappresentata al Maggio Musicale Fiorentino e prosegue l'anno seguente con la cura delle scene e dei costumi del Mefistofele di Arrigo Boito rappresentato alla Scala per la regia di Pavlova.
Sempre nello stesso anno collabora per L'Orfeo di Claudio Monteverdi e nel 1958 per Francesca da Rimini allestita alla Scala.
Nel 1961 lavora per Il mercante di Venezia di Castelnuovo Tedesco e per La donna del lago al Maggio Musicale Fiorentino.
Le sue collaborazioni non si limitano a produzioni in Italia, ma già nel 1962 debutta sul suolo statunitense, al Dallas Civic Opera con la produzione dell'Otello di Giuseppe Verdi. Due anni dopo lavora per la prima volta al Metropolitan Opera per la Lucia di Lammermoor, dove ritornerà più volte per allestimenti di opere fra le quali Luisa Miller (1968) e Il trovatore (1969).
Dal 1962 Colonnello lavora frequentemente come direttore di scena al Teatro di San Carlo di Napoli, per il quale realizza Il barone avaro, Sansone e Dalila (1970), Carmen (1975).
Colonnello ha allestito vari spettacoli all'Arena di Verona, cominciando dal Nabucco nel 1962, continuando nel 1964 con la regia della Cavalleria rusticana e de La bohème. Sempre a Verona lavora alla produzione del Mefistofele per la regia di Herbert Graf, al Rigoletto (1966), a La forza del destino (1967), all'Aida (1968) e a Un ballo in maschera (1972). e recente ha allestito l'ultimo suo lavoro una splendida Aida per il Mythos Opera Festival al Teatro Greco di Taormina nel 2019.